# Yuk Hui Gung

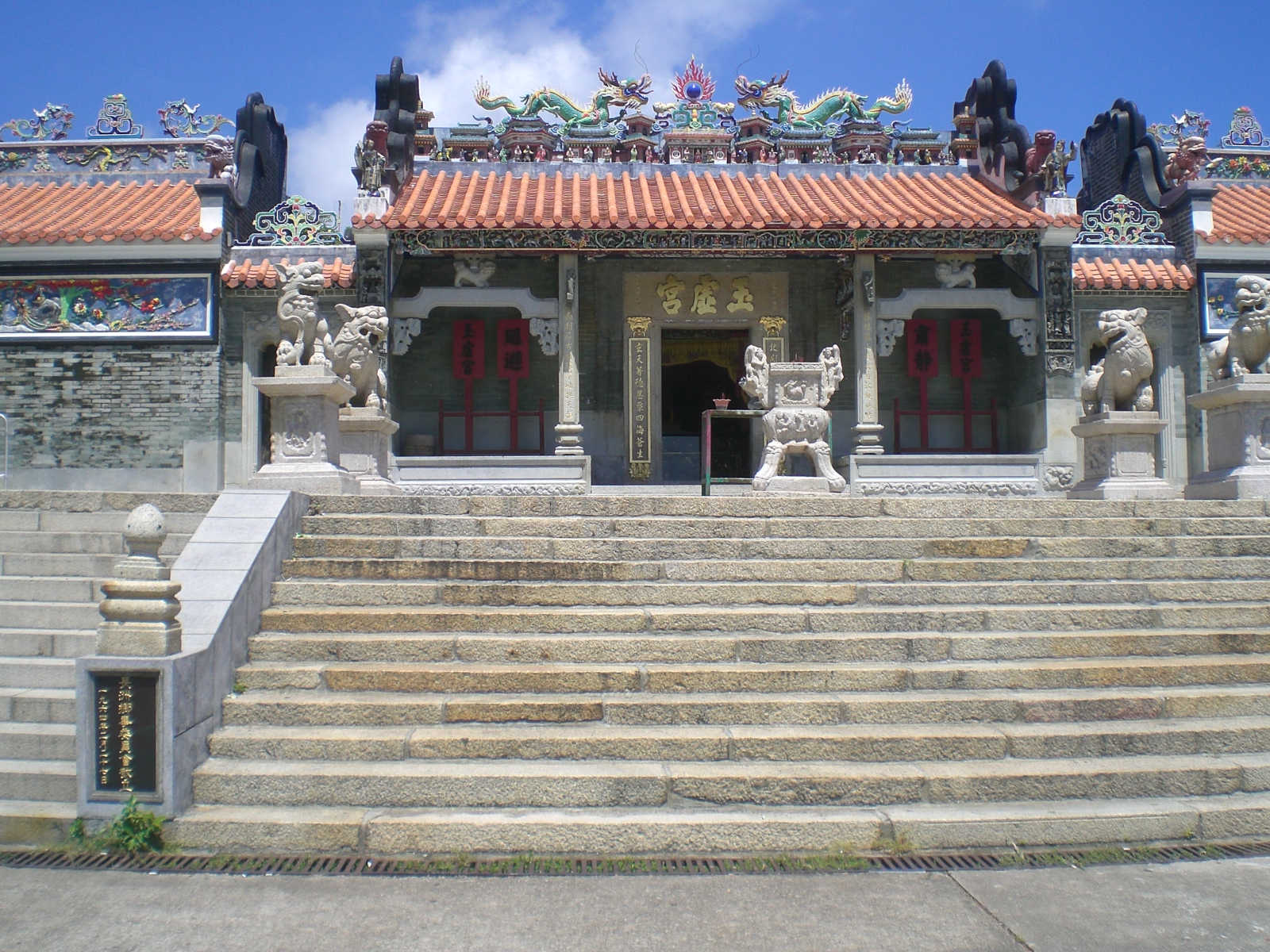
Eingangstreppe des Pak-Tei-Tempels

Der Yuk Hui Gung (auch: Pak Tai Miu; chinesisch 玉虛宮/北帝廟, Pinyin yù xū gōng / bĕi dì miào; engl.: Yuk Hui Temple / Pak Tai Temple; dt.: Palast der Jade-Leere, Tempel des Nördlichen Himmelsherren) ist ein daoistischer Tempel auf der Insel Cheung Chau im Gebiet von Hongkong ⊙. Jährlich wird beim Tempel das Cheung Chau Bun Festival abgehalten, das zu einer Touristenattraktion geworden ist.

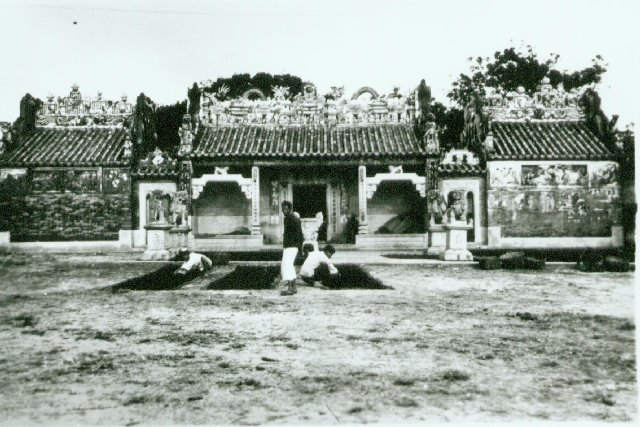
Yuk Hui Gung in den 1930ern

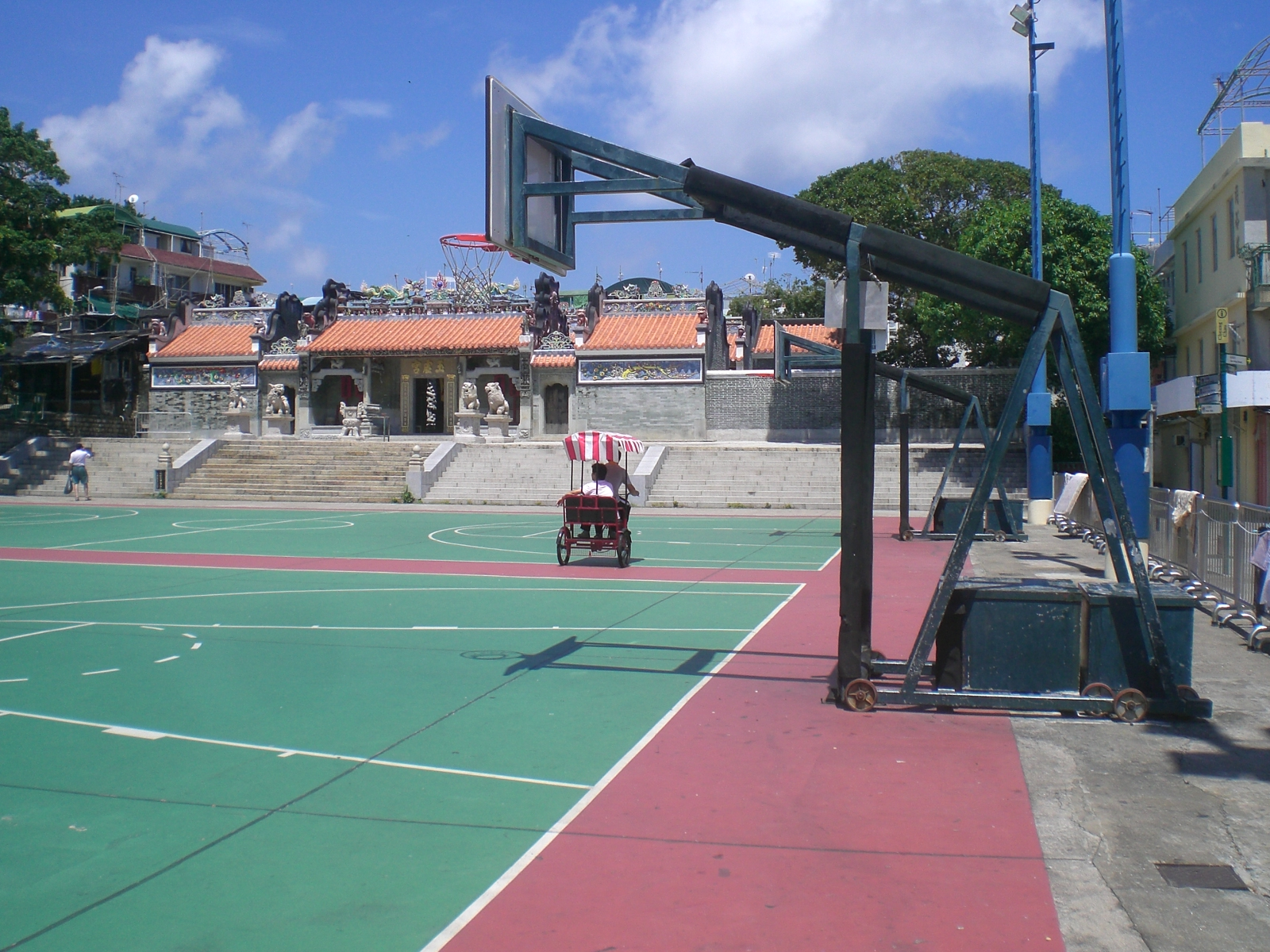
Der Tempel 2008 mit dem Basketballfeld

Der Tempel wurde aufgrund seiner Bedeutung für Cheung Chau in die List of Grade I historic buildings in Hong Kong aufgenommen. Das Cheung Chau Bun Festival, ein daoistisches Ritual, wird alljährlich beim Tempel gefeiert. Das Festival beginnt jeweils am 8. Tag des vierten Monats des Lunarkalenders, also zwischen April und Mai wechselnd nach dem gregorianischen Kalender. Das Festival dauert sieben Tage und hat sich zur Touristenattraktion entwickelt, zieht aber auch viele Verehrer des Gottes Hei di (Pak Tai) an.

## Geschichte
Die ersten Siedler auf Cheung Chau waren Fischer aus Huizhou, Guangzhou und Chaozhou. Sie verehrten den Saoistischen Meeresgott Pak Tai. 1777 kam es auf Cheung Chau zum Ausbruch einer schweren Seuche. Die Legende sagt, dass die Seuche verschwand, als ein Huizhounese eine Statue von Pak Tai auf die Insel brachte. Aus Dankbarkeit für Pak Tais Hilfe errichteten die Bewohner, angeführt von Lam Yuk-mo, den Tempel, der 1783 vollendet wurde.

## Verwaltung
Anfangs wurde der Tempel ehrenamtlich betreut und von den Anwohnern unterhalten. Seit 1929 hat das Chinese Temples Committee die Betreuung übernommen. Mehrfach wurde der Tempel renoviert. Bekannte Baumaßnahmen erfolgten 1822, 1838, 1858, 1903 bis 1904 und 1989. Die jüngste begann 1999 und endete 2003. Sie kostete rund 13 Millionen HKD. Seit seiner Gründung wurden dem Tempel wertvolle Antiquitäten gestiftet.

## Gottheiten
Hauptgott des Tempels ist Pak Tai (Yuen Tin Sheung Tai, 玄天上帝), der Oberste Herrscher des Nordhimmels. In der daoistischen Mythologie war er ein Prinz der Shang-Dynastie und wurde vom Jadekaiser beauftragt, den Dämonenkönig zu bekämpfen. Er siegte in der Schlacht, obwohl der Dämonenkönig eine graue Schildkröte und eine Riesenschlange als Helfer beschwor. Nach dem Sieg erhielt Pak Tai den Titel Yuen Tin Sheung Tai. Er wird für seine Macht, seinen Mut und seine Hingabe verehrt. In den Darstellungen steht er gewöhnlich auf einer Schildkröte und einer Schlange. Diese Abbildung symbolisiert, dass das Gute immer über das Böse siegen wird.
Im Tempel befinden sich zudem Abbilder von Guanyin (Göttin der Barmherzigkeit), Tai Sui (Sechzig Götter der Zeit), Tin Hau, dem alten Mann unter dem Mond (Gott der Heiratsvermittlung und Heirat) und Tu Di Gong (Erdgott).
Anwohner und Fischer sind die Hauptbesucher. Sie kommen vor allem zu den verschiedenen Festtagen, um zu beten oder um Dankbarkeit für Schutz auszudrücken. Außerdem werden günstige Termine für Hochzeiten und wichtige Veranstaltungen ermittelt und Gebete für reichen Fang und um Segen gesprochen.
Die wichtigsten Feste des Tempels sind das Pak Tai Festival am dritten Tag des dritten Mondmonats und das Cheung Chau Bun Festival (Tai Ping Ching Chiu) am achten Tag des vierten Mondmonats.

## Architektur

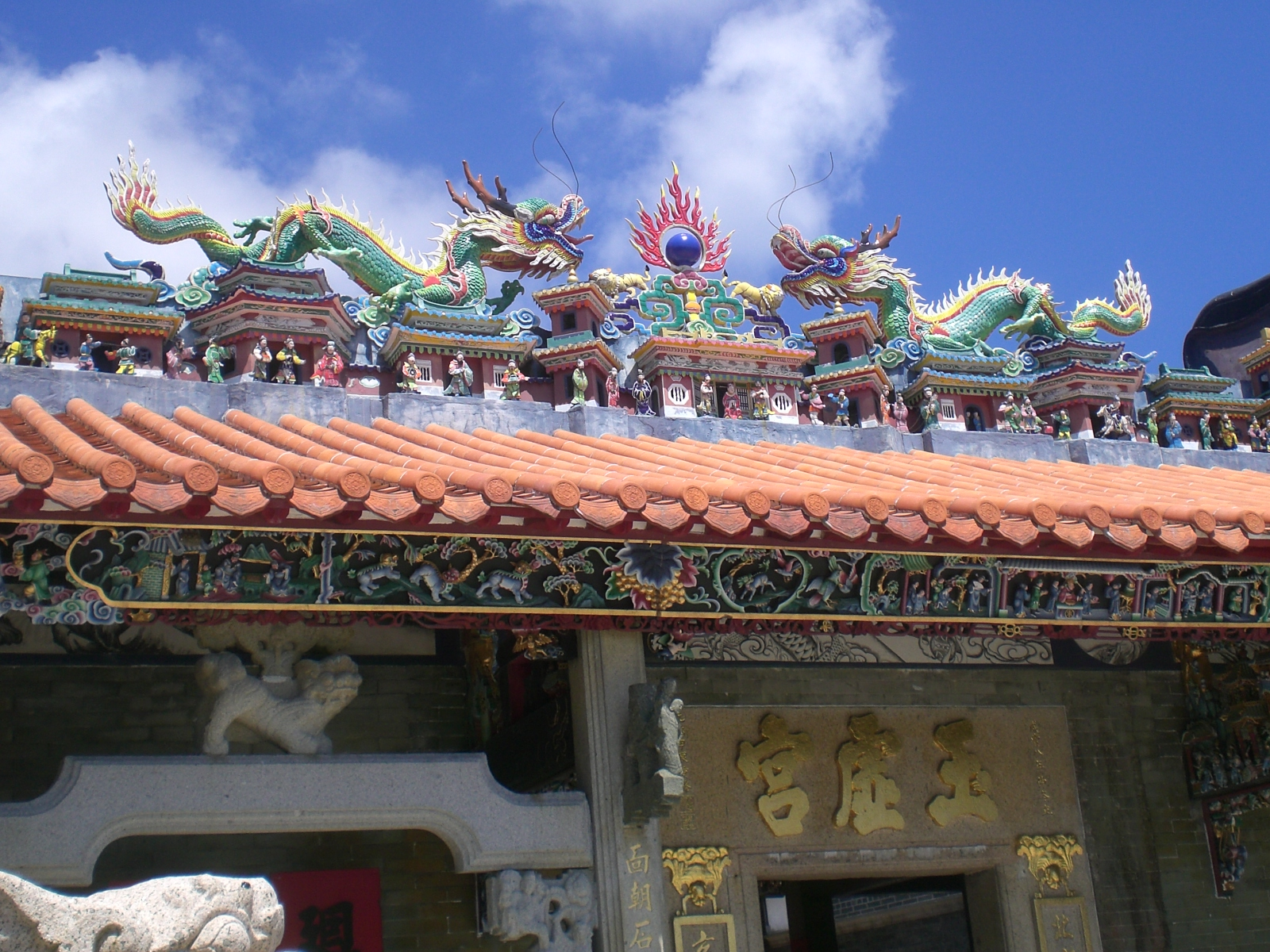
Dachreiter

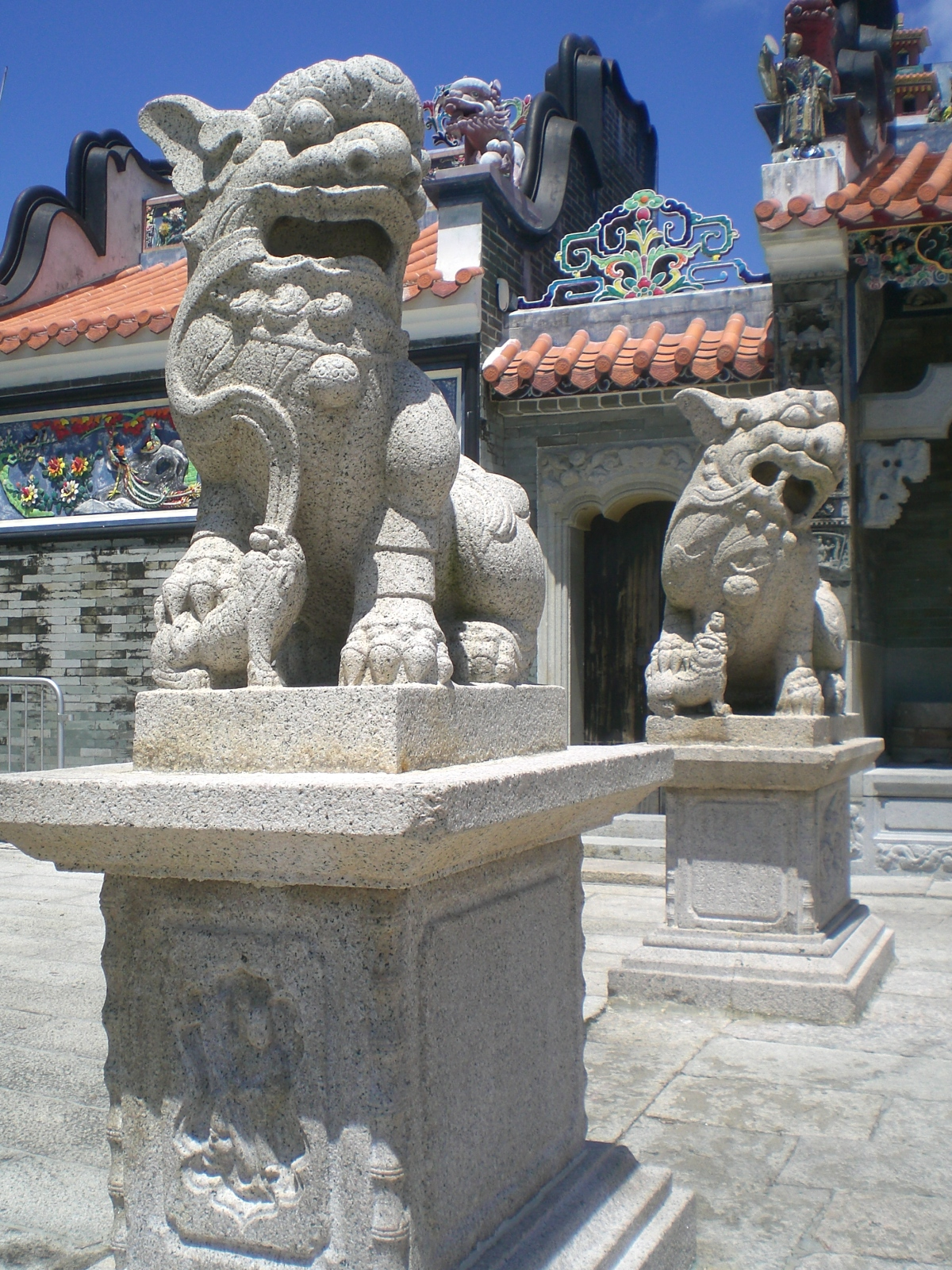
Wächterlöwen vor dem Tempel

Die Tempelgebäude sind nach den Vorgaben des Feng Shui errichtet. Der Tempel steht auf dem Puls des Drachen, mit dem Meer im Blick vom Haupteingang und den Bergen von Hong Kong Island im Hintergrund. Wahrscheinlich ist der Tempel aufgrund seiner Lage auch der beliebteste Tempel auf Cheung Chau. Der traditionelle chinesische Baustil zeigt sich in der Dachdeckung mit grünen konkaven Ziegeln, Abschlusspfannen und Figurinen aus Keramik. Figuren der Wächterlöwen sind überall verteilt und der Tempel ist bekannt dafür, dass er die meisten Steinlöwen von allen Tempeln in Hongkong hat.

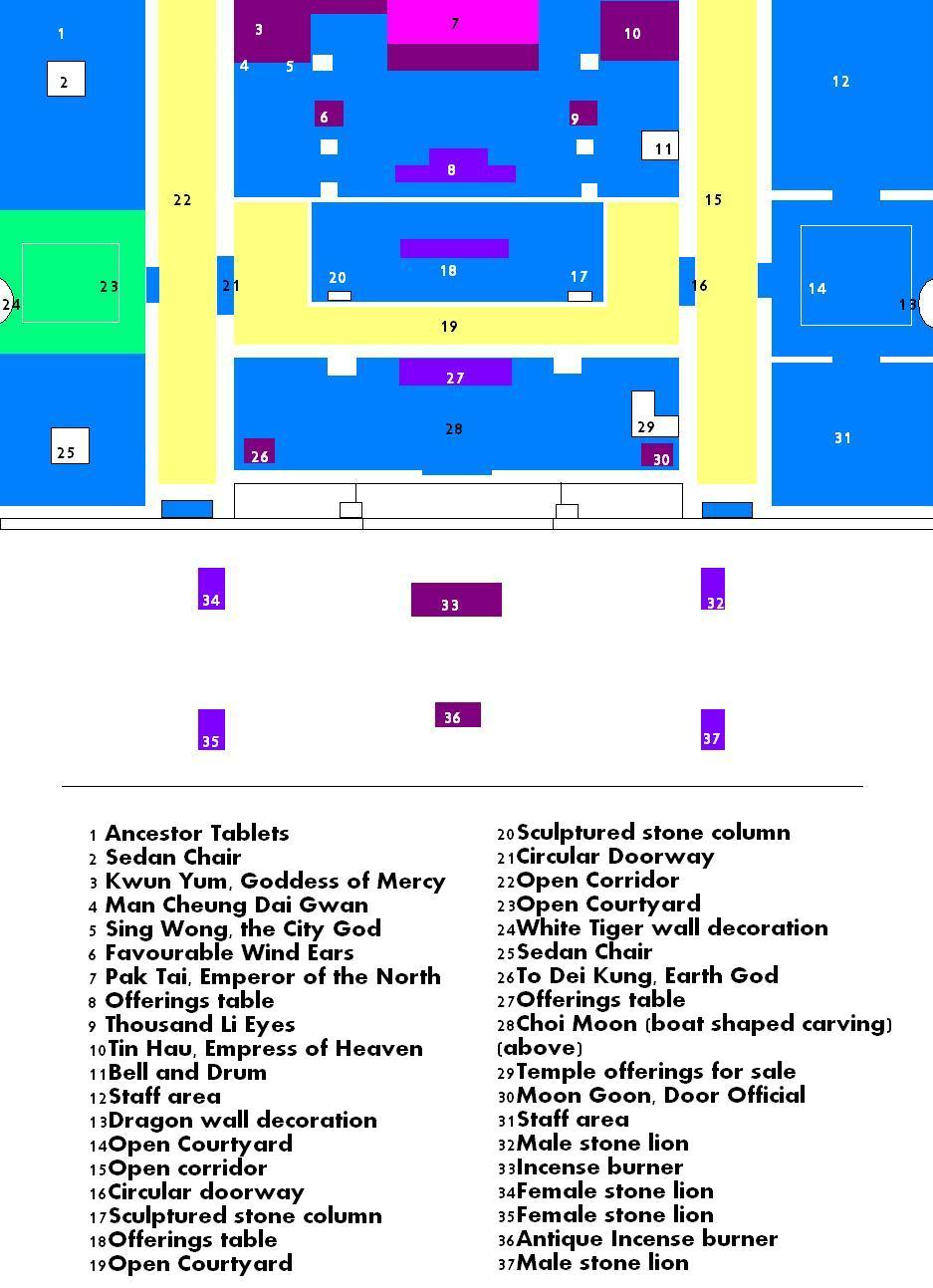
Grundriss des Tempels

Der Haupteingang führt in die Haupthalle, wo die Statue des Pak Tai steht. auf beiden Seiten der Haupthalle sind kleinere Hallen angefügt. Die Bilder eines weißen Tigers und eines blauen Drachen stellen die Macht dar. Die beiden Seitenhallen verbessern das Feng Shui des Tempels.
Eine alte Trommel und Glocke (von 1784.) stehen links des Tempeleingangs um böse Geister zu vertreiben und die Aufmerksamkeit der Götter zu erregen.

### Sehenswürdigkeiten
Am Haupteingang stehen vier Löwenfiguren. Zwei der Löwen haben Bälle in ihren Mäulern und es heißt, dass unverheiratete Mädchen, die die Bälle nehmen können, einen Prinzen heiraten werden. Die zwei Löwen auf der linken Seite des Eingangs sind Löwinnen mit einem Jungen an ihrer Seite, während die Löwen auf der rechten Seite Löwenmännchen mit einem Ball unter den Pranken sind. Die Legende sagt, dass in den Bällen Milch enthalten sein.
In der Mitte der Halle stehen zwei Steinsäulen, die 1903 aus einem Granitblock geformt wurden und die Form von Drachen haben. Es sind kaiserliche Drachen mit fünf Klauen an jedem Fuß. Gewöhnliche Drachen haben nur vier Klauen. Im Maul der Drachen ist wieder ein Ball zu sehen, der als Perle des Drachen bezeichnet wird. Der Volksglaube hält es für ein gutes Omen, wenn der Drache die Perle loslässt.
Weiterhin gibt es eckige Steinsäulen, auf denen die Inschrift angebracht ist: „Pak Tai wird über Cheung Chau wachen und wird ruhige See und gutes Wetter bringen.“
Das Eisenschwert ist einer der bedeutendsten Schätze des Tempels. Es wurde in der Song-Dynastie vor ca. 800 Jahren hergestellt. Die Legende sagt, dass es von einem General von Kaiser Song Bing ins Meer geworfen worden war, um einen Sturm zu stillen. Jahre später fanden es Fischer und schenkten es der Gottheit.
Es gibt zwei weitere Legenden: Die erste erzählt, dass während der japanischen Besetzung ein japanischer Soldat das Schwert entwendete und als Eigentum beanspruchte. Bald darauf starb er unter mysteriösen Umständen. Einer der Freunde des Soldaten hielt das Schwert für den Grund seines Todes und gab es dem Tempel zurück. Die zweite Legende erzählt, dass das Schwert Anfang der 1970er gestohlen worden sei. Die Dorfbewohner benutzten das bwabway (筊杯), ein Orakel der Volksreligion um die Hilfe Pak Tais zu erbitten. Nach Angabe des Orakels war das Schwert im Osten und würde von selbst wieder auftauchen. Die Polizei fand es später im Distrikt East Kowloon zurückgelassen. Der Ausschnitt eines Zeitungsartikels über diesen Fall wird seither im Tempel aufbewahrt.
Die Goldene Krone der großen Pak-Tai-Statue besteht aus 20 Unzen Gold und ist mit Perlen behangen. Sie wurde 1966 von Madam Chung, einer Gläubigen aus Cheung Chau gestiftet aus Anlass des Besuchs von Prinzessin Margaret und dem Earl of Snowdon.

### Weitere Antiquitäten
- Ein Sedan Chair von 1894, der zum Transport der Statue von Pak Tai benutzt wurde;[5]
- ein paar Duftrauchbrenner, die 1960 vom Chinese Temples Committee gestiftet wurden, zur Erinnerung an den Besuch von Claude Bramall Burgess, dem Government Administrating Officer, 1959;[5]
- ein Steinkessel von 1894;

## Cheung Chau Bun Festival

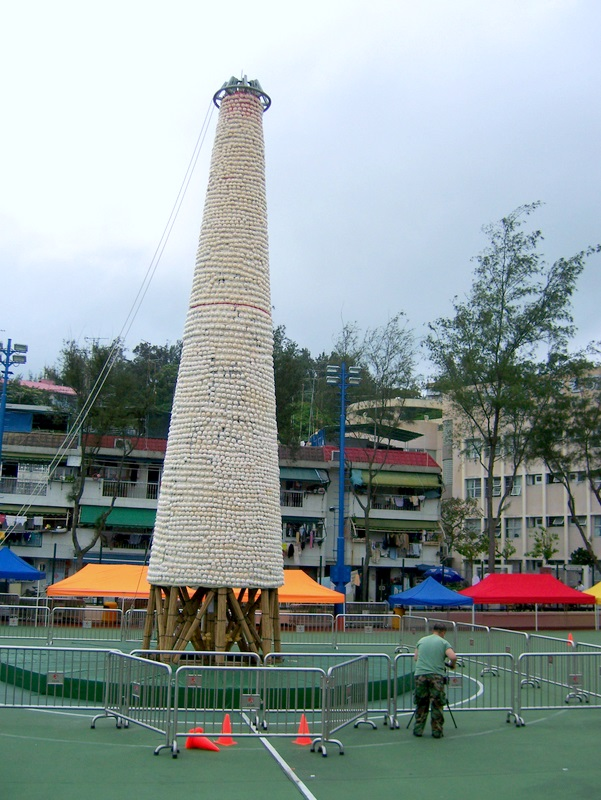
Cheung Chau Bun Festival

Das Cheung Chau Bun Festival wird vom Hong Kong Tourism Board unterstützt und zieht jedes Jahr tausende Schaulustige an. Der Höhepunkt des Festes ist der Bun Snatching Race (搶包山 pao bao shan), bei dem die Teilnehmer auf drei 60-feet hohe (18,3 m) Bambustürme mit chinesischen Ping On Bun (bao, Teigbällchen) klettern, um möglichst hoch zu klettern und möglichst viele zu erhaschen.

## Galerie

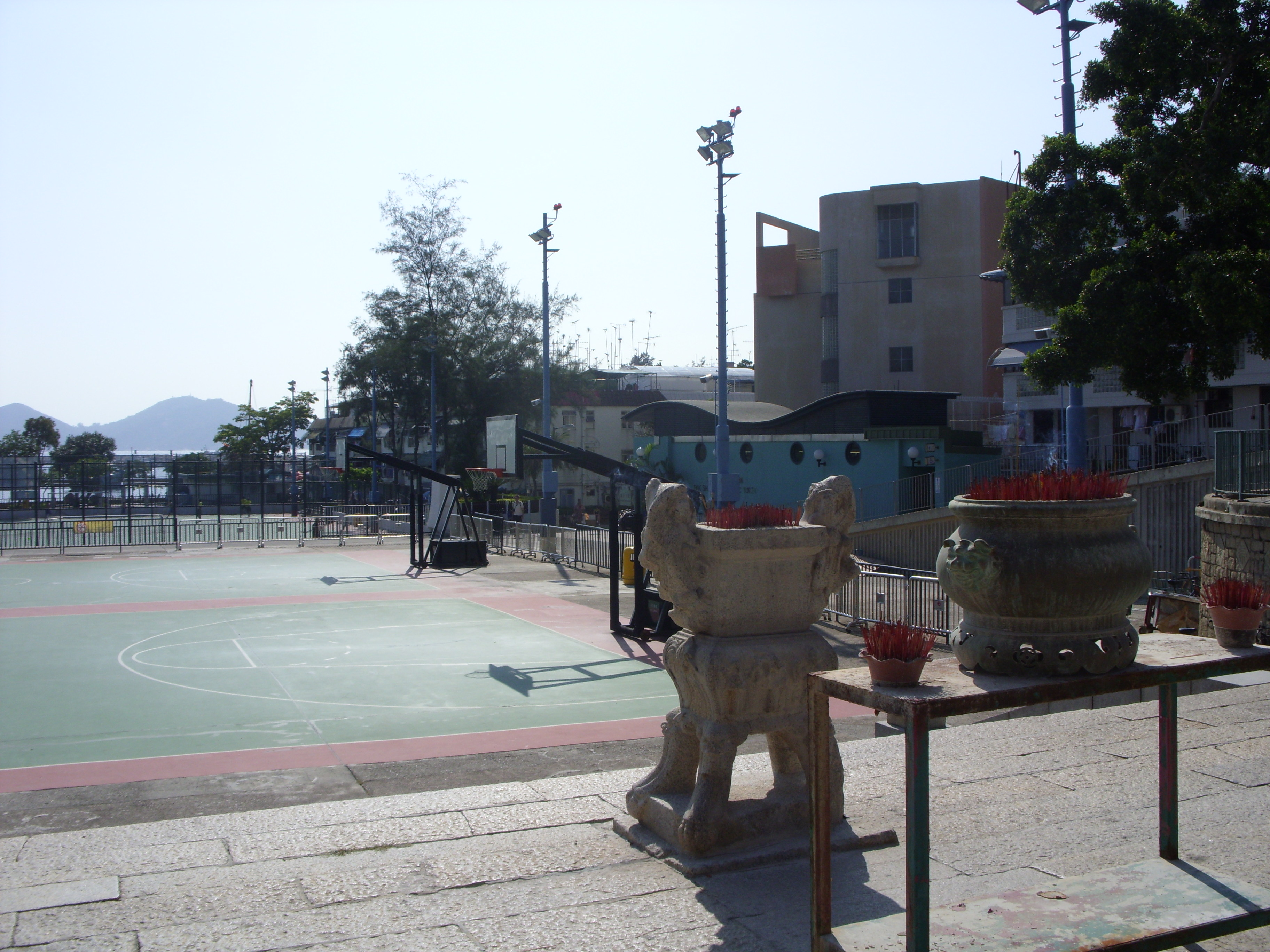
Basketballfeld vor dem Tempel
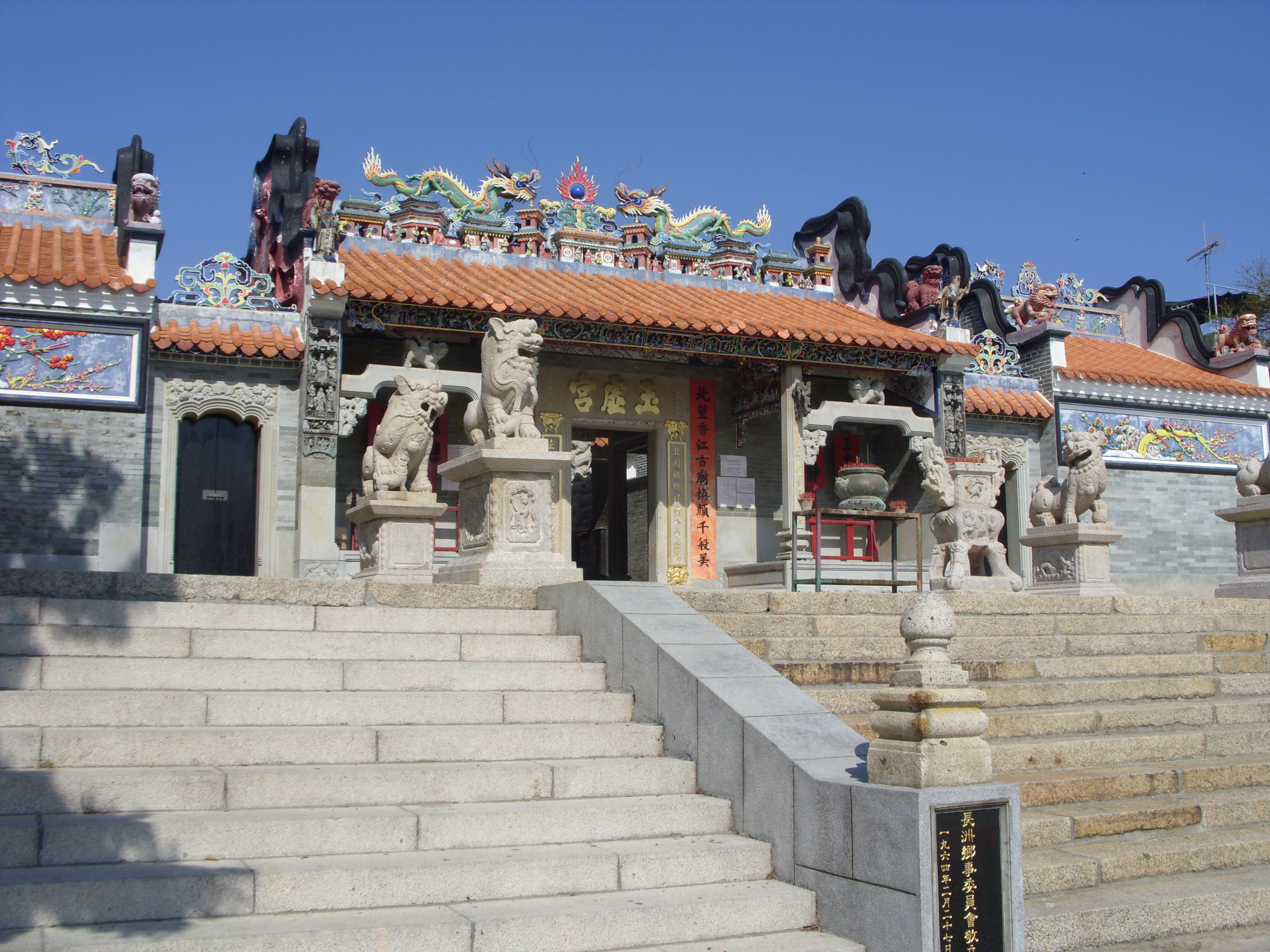
Eingangshalle
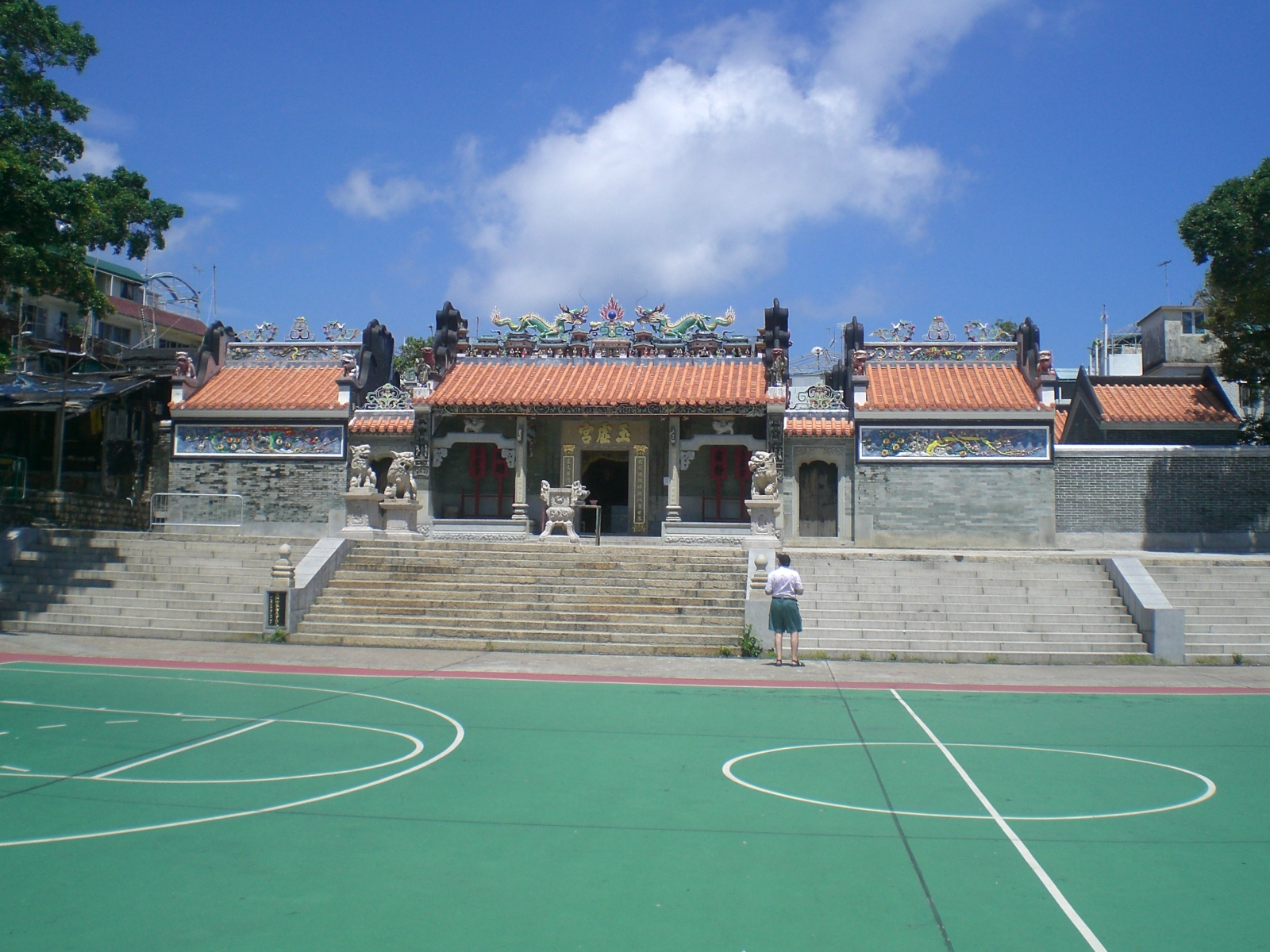
Gesamtansicht
Lage von Cheung Chau in Hongkong.